# وولف بلتزر

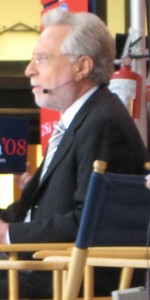
وولف بلتزر

وولف بلتزر (بالإنجليزية: Wolf Blitzer) ‏ (22 مارس 1948) هو مراسل شبكة سي إن إن منذ عام 1990. ويعمل حالياً كمضيف لبرنامج ذا سيتويشن رووم (بالإنجليزية: The Situation Room) (غرفة الحدث) الذي كان استبدل بالبرنامج السابق وولف بليتزر ريبورتس (بالإنجليزية: Wolf Blitzer Reports).

## حياته
ترعرع وولف بليتزر في بوفالو، نيويورك وكان ابناً للاجئ يهودي من بولندا. حصل على شهادة بكالوريوس في التاريخ من جامعة بوفالو في عام 1970. كما حصل في عام 1972 على شهادة الماجستير في العلاقات الدولية من جامعة جونز هوبكينز.

## عمله
بدأ بليتزر عمله كصحفي في السبعينات، حيث عمل في مكتب رويترز في تل أبيب. في عام 1973 وقعت عين الجيروزليم بوست عليه، حيث تم تعيينه كمراسل اللغة الإنكليزية في واشنطن، حيث بقي هناك حتى عام 1990، يغطي تحركات السياسة الأمريكية في الشرق الأوسط.
في مايو 1990، انتقل بليتزر للعمل مع سي إن إن، كمراسل للشؤون العسكرية. في عام 1991 أمضى شهراً في موسكو وكان أحد أوائل الصحافيين الغربيين الذين تمكنوا من زيارة مكاتب كي جي بي. حصل على جائزة إيمي عن تغطيته لأحداث انفجار أوكلاهوما سيتي. في عام 1998 بدأ استضافة برنامج لايت إيديشن ويز وولف بليتزر (بالإنجليزية: Late Edition with Wolf Blitzer) الذي يشاهد في أكثر من 180 دولة.

## وصلات خارجية
- وولف بلتزر على موقع IMDb (الإنجليزية)
- وولف بلتزر على موقع الموسوعة البريطانية (الإنجليزية)
- وولف بلتزر على موقع إن إن دي بي (الإنجليزية)
- وولف بلتزر على موقع قاعدة بيانات الفيلم (الإنجليزية)

الموقع الرسمي لوولف بليتزر